# Matheus Borges Domingues
Matheus Borges Domingues (Americana, 22 gennaio 1992) è un ex calciatore brasiliano, di ruolo centrocampista.

## Caratteristiche tecniche
È un esterno sinistro.

## Carriera
È cresciuto nelle giovanili del Londrina.

## Palmarès

### Club

#### Competizioni nazionali
- Coppa del Belgio: 1

Anversa: 2019-2020